# Vichada megye
Vichada Kolumbia egyik megyéje. A rendkívül alacsony népsűrűségű megye az ország keleti részén terül el. Székhelye Puerto Carreño.

## Földrajz
Az ország keleti részén elterülő megye északkeleten és keleten Venezuelával, délen Guainía, délnyugaton Guaviare, nyugaton Meta, északnyugaton Casanara és északon egy rövid szakaszon Arauca megyével határos. Területét főként síkságok alkotják.

## Gazdaság
Legfontosabb termesztett növényei a manióka, a kesu (az országos termelés közel 80%-át adja ez a megye), a banán, a szója, a rizs és a kukorica.

## Népesség
Ahogy egész Kolumbiában, a népesség növekedése Vichada megyében is gyors, ezt szemlélteti az alábbi táblázat:
| Év             | Lakosság |
| -------------- | -------- |
| 1985           | 18 702   |
| 1993           | 36 336   |
| 2005           | 55 872   |
| 2012 (becsült) | 68 575   |